# Задача планирования для поточной линии
Задача планирования для поточной линии (англ. flow shop scheduling problem или permutation flowshop scheduling) — комбинаторная задача теории расписаний.

## Определение
Даны {\displaystyle n} требований и {\displaystyle m} машин для их обработки. Заданы следующие ограничения:
- все требования должны пройти обработку последовательно на всех машинах с 1-й до {\displaystyle m}-ой;
- любая машина в каждый момент времени может обрабатывать только одно требование.
- не допускаются прерывания при обслуживании требований и, следовательно, решение определяется некоторой перестановкой требований.

Задано время обслуживания каждого требования на каждой машине матрицей {\displaystyle M_{nm}(\mathbb {R} ^{+})}. Элемент матрицы {\displaystyle p_{ij}} — время обслуживания требования {\displaystyle i} на машине {\displaystyle j}.
Обычно рассматривают следующие целевые функции:
- {\displaystyle C_{max}}, время окончания обслуживания последнего требования на {\displaystyle m}-ой машине или общее время обслуживания;
- {\displaystyle \Sigma _{i=1}^{n}c_{i}}, сумму времен окончания обслуживания требований на машине {\displaystyle m}.

## Алгоритмы минимизацииCmax{\displaystyle C_{max}}

### Алгоритм для двух машин
Для решения задачи на двух машинах найден полиномиальный по времени алгоритм Джонсона: требования разделяются на два множества {\displaystyle U=\{i:p_{i1}<p_{i2}\}} и {\displaystyle V=\{i:p_{i1}\geq p_{i2}\}}, далее:
- требования {\displaystyle U} упорядочиваются по неубыванию {\displaystyle p_{i1}},
- требования {\displaystyle V} упорядочиваются по невозрастанию {\displaystyle p_{i2}},
- оптимальная последовательность является конкатенацией упорядоченных таким образом {\displaystyle U} и {\displaystyle V}.

Алгоритм имеет временную сложность {\displaystyle n\log(n)}, поскольку использует алгоритм сортировки.

### Алгоритмы для трёх и более машин
В случае более двух машин эта задача является NP-трудной, но разработано множество эвристических полиномиальных по времени приближённых алгоритмов.

#### Эвристика NEH
Одним из наиболее известных алгоритмов является эвристика Наваза, Энскора и Хама (Nawaz, Enscore, Ham):
- требования упорядочиваются по {\displaystyle \sum _{j=1}^{m}p_{ij}} и нумеруются в соответствии с этим порядком,
- определяется порядок обслуживания двух первых требований так, чтобы минимизировать время их обслуживания,
- для {\displaystyle i=3} до {\displaystyle n}:
  - помещается требование {\displaystyle i} на позицию {\displaystyle k\in [1,i]}, которая минимизирует общее время обслуживания первых {\displaystyle i} требований
- (конец цикла)

#### Эвристика Кэмпбелла, Дудека и Смита
Известна также эвристика Кэмпбелла, Дудека и Смита (Campbell, Dudek, Smith), в которой задача для {\displaystyle m} машин последовательно сводится к {\displaystyle m-1} задаче для 2 машин и каждая из них решается алгоритмом Джонсона.